# Destins de femmes
Pour plus de détails, voir Fiche technique et Distribution.
Destins de femmes (A Cooler Climate) est un téléfilm américain réalisé par Susan Seidelman, diffusé en 1999.

## Synopsis
Une jeune femme retrouve son ami d'enfance et ensemble elle doivent sauver l'hotel.

## Fiche technique
- Titre original : A Cooler Climate
- Réalisation : Susan Seidelman
- Scénario : Marsha Norman et Zena Collier
- Photographie : John S. Bartley
- Musique : Patrick Williams
- Durée : 100 minutes
- genre : Drame

## Distribution
- Sally Field (VF : Monique Thierry) : Iris
- Judy Davis : Paula
- Jerry Wasserman : Leo
- Winston Rekert (VF : Jacques Frantz) : Jack
- Gerard Plunkett : Graham
- Carly Pope : Beth
- Jessalyn Gilsig : Callie
- Alec Willows : Marcus
- Denalda Williams : Yvonne
- Peter Yunker : Oliver
- Tasha Simms : la vendeuse dans la boutique
- Suzanne Ristic : l'avocat d'Iris